# Ectoedemia anguinella
Ectoedemia anguinella là một loài bướm đêm thuộc họ Nepticulidae. Nó được miêu tả bởi Clemens năm 1864. It was described from Kentucky.
Loài này chỉ được mô tả ban đầu về tổ và ấu trùng trên một loài cây Quercus. Không có tư liệu điển hình được bảo quản.